# Товариство російсько-малоросійських артистів
Товариство російсько-малоросійських артистів під керівництвом П. К. Саксаганського — офіційна назва української пересувної трупи, що існувала у 1890—1909 роках і складалась переважно з вихідців із трупи Миколи Садовського. Діяла під керівництвом режисера Панаса Саксаганського та Івана Карпенка-Карого (адміністратора і драматурга трупи). Належало до доби театру корифеїв.

## Діяльність
Трупа кілька разів міняла назву. Так, у 1907 —1909 роках вона називалась Товариство українських артистів під орудою П. К. Саксаганського. У 1900 —1903 роках трупа об'єднувала всіх корифеїв крім Михайла Старицького). У репертуарі трупи були всі п'єси Івана Карпенка-Карого, «Лимерівна» Панаса Мирного, «Украдене щастя» Івана Франка, «Назар Стодоля» Тараса Шевченка, «Богдан Хмельницький», «Чорноморці» і «Тарас Бульба» (за Миколою Гоголем) Михайла Старицького, «Мазепа» К. Мирославського та ін.
Добре були поставлені хори вистав (з 30 — 45 осіб, диригент — В. Малина). Трупа відзначалася дисципліною, підпорядкованістю режисерові; виступала в більших містах України і за її межами: у Петербурзі (1890), на Поволжі (1895), в Криму (1899), Варшаві (1903), Мінську і Смоленську (1908), Кишиневі та Ростові-на-Дону. Трупа припинила діяльність невдовзі по смерті Івана Карпенка-Карого.